# 忍者戰記
《忍者戰記》（英語：Ninja Apocalypse）是一部2014年美國武術電影，由Lloyd Lee Barnett執導。電影主演包括克里斯丁·奧利佛、Les Brandt、田川洋行與塔拉·麥肯。
該片於2014年8月5日以DVD首映的方式在美國發行。

## 劇情
故事敘述在一個後末日的未來，僅存的忍者氏族必須為了生存而與地下碉堡的超自然敵人進行戰鬥，包括異形與殭屍，使得忍者們陷入了一場地獄式的決戰。

## 演員
- 克里斯丁·奧利佛（英语：Christian Oliver） 飾 Cage
- Les Brandt 飾 Surge
- 田川洋行 飾 Fumitaka
- 塔拉·麥肯（英语：Tara Macken） 飾 Mar
- 小厄尼·雷耶斯（英语：Ernie Reyes Jr.） 飾 Hiroshi
- 伊薩克·C·辛格頓（英语：Isaac C. Singleton Jr.） 飾 Skye
- Antoinette Kalaj 飾 Siren

## 發行
該片於2014年的聖地亞哥國際動漫展上放映後，後於2014年8月5日以DVD首映的方式在美國發行。

## 外部連結
- 互联网电影数据库（IMDb）上《忍者戰記》的资料（英文）
- 爛番茄上《忍者戰記》的資料（英文）